# Ritratto di giovane (Lotto Berlino)
Il Ritratto di giovane è un dipinto a olio su tela (50,5x43,6 cm) di Lorenzo Lotto, databile al 1526 circa e conservato nella Gemäldegalerie di Berlino. È firmato "L. Lotus pict.".

## Storia
L'opera è conosciuta dal 1638 quando era inventariata nella collezione del marchese Vincenzo Giustiniani. Fu messa in vendita a Parigi dal mercante Féréol Bonnemaison nel 1815 e acquistata da Federico Guglielmo III di Prussia.
Gli antichi inventari ricordano come la figura fosse vicina a un "uffiziolo" (un ripiano) di marmo, che venne decurtato in epoca imprecisata. Le due dita che sporgono erano state coperte di nero per mimetizzarsi con la veste e vennero riscoperte durante un restauro. 
Per analogie con altri ritratti il dipinto è datato su base stilistica ai primi anni del rientro a Venezia da Bergamo dell'artista.

## Descrizione e stile
Sullo sfondo di un tendaggio rosso, che si discosta a destra rivelando un muretto assalito dall'edera e una veduta marina (la Laguna?), il protagonista è ritratto a mezza figura voltato di tre quarti verso destra, con lo sguardo rivolto allo spettatore. 
Il volto è realistico e intenso, senza molte idealizzazioni alla Tiziano. Presenta barba e baffetti e una berretta nera inclinata. La veste nera, con strisce di velluto, è quella delle alte classi dell'epoca, con la camicia bianca che sporge al colletto, legata da una cordicella con nappine.